# Albert Dagnant
Pour les articles homonymes, voir Dagnant.
Albert Dagnant (né Albert Ernest Sauveur Ben Dayan) est un chanteur d'opéra et acteur français, né à Maison-Carrée en Algérie le 9 octobre 1915 et mort dans le 20e arrondissement de Paris le 25 février 1980.

## Biographie
Albert Dagnant est né d'un père juif d'Algérie, Isaac Ben Dayan, et d'une mère catholique franco-italienne, Anna De Crescenzo, et est le père de la réalisatrice de films de télévision Josée Dayan.
Il fut également, en plus d'être acteur, réalisateur pour la télévision française d'Algérie (RTF France V à Alger).

## Filmographie
- 1946 : Chemins sans lois de Guillaume Radot
- 1959 : À pleines mains de Maurice Regamey
- 1962 : Le Masque de fer d'Henri Decoin
- 1962 : Les Mystères de Paris d'André Hunebelle
- 1962 : La Salamandre d'or de Maurice Regamey
- 1963 : OSS 117 se déchaîne  d'André Hunebelle
- 1964 : Angélique Marquise des Anges de Bernard Borderie
- 1964 : Le Petit Monstre de Jean-Paul Sassy
- 1964 : Le Tigre aime la chair fraîche de Claude Chabrol
- 1964 : Belle et Sébastien de Cécile Aubry : le douanier Johannot
- 1965 : La Bourse et la Vie de Jean-Pierre Mocky
- 1965 : Fantomas se déchaîne d'André Hunebelle
- 1966 : Le Deuxième Souffle de Jean-Pierre Melville
- 1966 : Le Grand Restaurant de Jacques Besnard
- 1966 : La Loi du survivant de José Giovanni
- 1969 : L'Invitée de Vittorio De Seta
- 1969 : Le Temps des loups de Sergio Gobbi
- 1970 : Dernier Domicile connu de José Giovanni : Arnold